# Jin Jeong
Jeong Yeon-jin, beter bekend als Jin Jeong (2 februari 1990) is een Zuid-Koreaans golfer.

## Amateur
Jeong woont sinds 2007 in Australië om zo veel mogelijk golf te kunnen spelen. Hij is lid van de Waverly Golf Club in Melbourne en heeft handicap +5. Na het spelen van het New Zealand Amateur, begin 2010, kwam hij in de top-10 van de World Amateur Golf Ranking (WAGR). Eind 2010 mocht hij de Australische nationaliteit aanvragen.
Hij is de eerste Aziatische speler die het Brits amateurkampioenschap heeft gewonnen. Zijn caddie was zijn coach Trevor Flakemore. In de finale versloeg hij de Schot James Byrne met 5 & 4. Deze overwinning staat garant voor een uitnodiging voor het US Open en de Masters, op voorwaarde dat hij dan nog amateur is. Byrne wacht ook nog met zijn stap naar het professional leven en hoopt eerst in 2011 gekozen te worden voor de Walker Cup, die in Aberdeen gespeeld zal worden. Drie weken voor het Amateur speelde Jong voor het eerst op een 'links'-baan tijdens het Schots amateurkampioenschap, waar hij op de 7de plaats eindigde.
Sinds zijn overwinning staat hij nummer 2 op de WAGR achter de Amerikaan Peter Uihlein.

### Gewonnen
- Tasmanian Open, Riversdale Cup
- 2010: Brits amateurkampioenschap

## Professional
Eind april 2011, direct na het spelen van de Masters, werd Jeong professional. Hij speelt sinds juli 2013 op de Europese Challenge Tour, en ging in oktober naar de Tourschool op Filford Heath waar hij met -8 op de 5de plaats eindigde en zich voor Stage 2 kwalificeerde. Twee weken later won hij het Perth International Golf Kampioenschap van de Europese Tour door Ross Fisher in de play-off te verslaan.

### Gewonnen
- 2013: Perth International Golf Kampioenschap